# 몬덜리즈 인터내셔널
몬덜리즈 인터내셔널(영어: Mondelez International)은 미국의 제과업체이다. 연간 약 260억 달러의 매출을 올렸으며, 약 160개국에서 영업한다. 총 소득 규모 면에서 미국 최대 기업의 2021년 포춘 500에서 108위로 순위를 올렸다.

## 브랜드
- 맥심
- 맥스웰하우스
- 포스트
- 호울스
- 오레오
- 필라델피아 크림치즈
- 밀카